# École nationale supérieure de techniques avancées
École nationale supérieure de techniques avancées (ENSTA) je francouzská postgraduální inženýrská škola. Byla založena v roce 1741 a je nejstarší „grande école“ ve Francii. Nachází se ve městě Palaiseau na jihu Paříže, v kampusu Paris-Saclay, a je jednou z kreativních fakult Pařížského polytechnického institutu. Ročně školu absolvuje asi 180 inženýrů.
ENSTA poskytuje svým studentům všeobecné inženýrské školení.

## Slavní studenti a absolventi
- Bruno Comby, francouzský environmentalista, fyzik a spisovatel, propagátor zdravého životního stylu, entomofagie a jaderné energetiky
- Gérard Mourou, francouzský fyzik, specializující se na laserovou techniku